# St. Nikolai (Korbach)

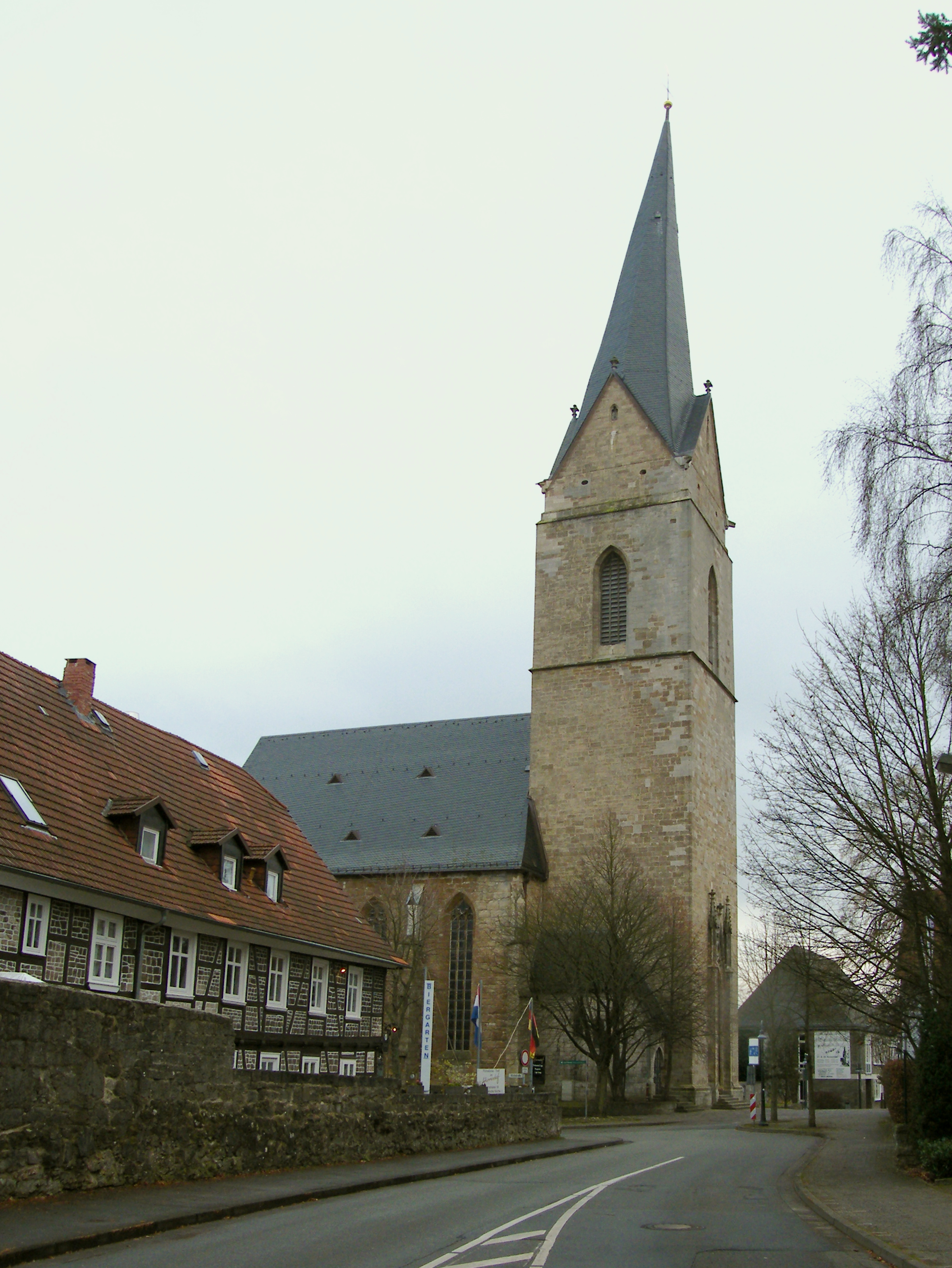
St. Nikolai

Die evangelisch-lutherische Pfarrkirche St. Nikolai ist die ab dem 14. Jahrhundert erbaute historische Hauptkirche der „Neustadt“ von Korbach, der Kreisstadt des Landkreises Waldeck-Frankenberg (Hessen).

## Geschichte und Architektur

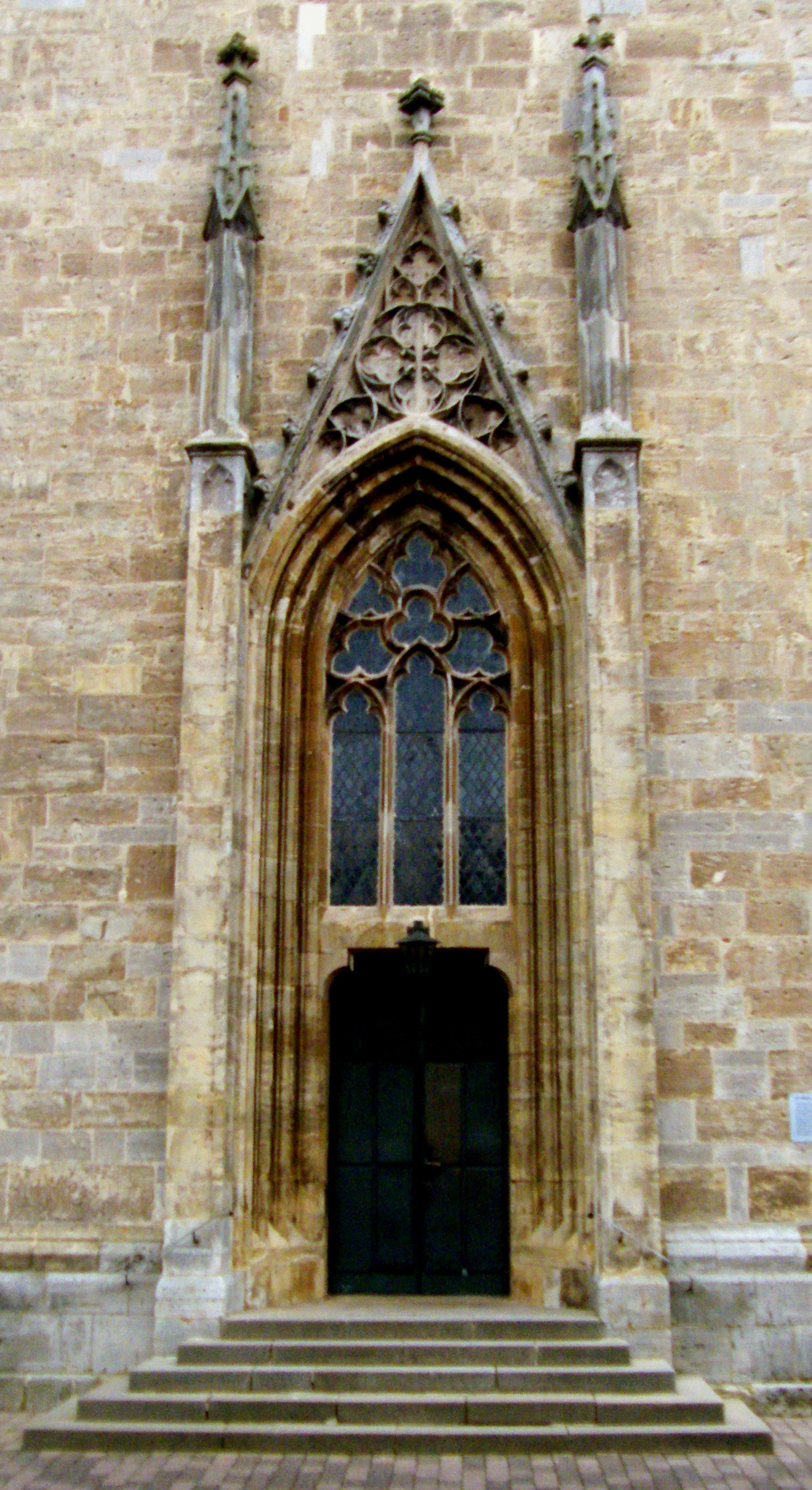
Westportal

Die große, dreischiffige, spätgotische Hallenkirche mit vier Jochen und einem Chor aus zwei Jochen mit 5/8-Schluss wurde in der Mitte des 15. Jahrhunderts erbaut. Der stattliche, vorgebaute Westturm wurde bereits 1359 errichtet; sein Spitzhelm mit vier Steingiebeln wurde 1702 erneuert. Die Seitenschiffe sind halb so breit wie das Mittelschiff. Die querrechteckigen Kreuzrippengewölbe ruhen im Chor und im Mittelschiff auf schlichten Rundpfeilern. In den Seitenschiffen sind die Gewölbe gestreckt. Die Schlusssteine sind mit Reliefs versehen. Das steil proportionierte Westportal ist von schlanken Fialen eingefasst. Im südlichen Seitenschiff sind Wandmalereien vom Anfang des 15. Jahrhunderts, mit Darstellungen der Maria und des Johannes, zu sehen.

## Ausstattung

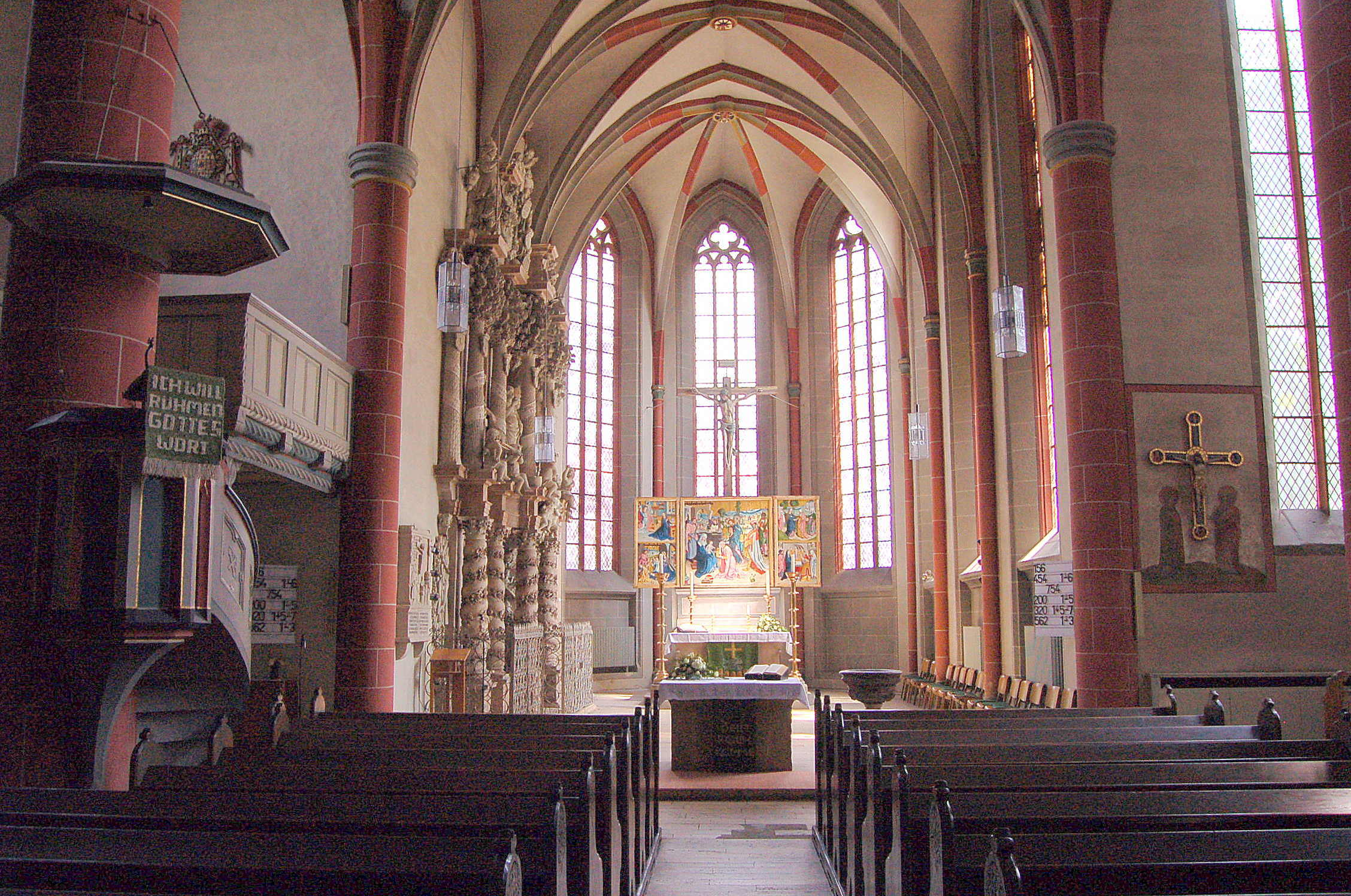
Innenraum gen Osten

Die Hochaltarmensa stammt aus dem 15. Jahrhundert. Darauf steht ein großer gemalter Flügelaltar von 1518, ein Werk des sogenannten Korbacher Franziskanermalers. Das Mittelbild zeigt die Anbetung der Könige, die Flügel sind mit Darstellungen aus dem Marienleben bemalt.
Das große Kruzifix aus Holz stammt vom Anfang des 16. Jahrhunderts. Die spätgotische Steinkanzel wurde um 1460 gefertigt. Der Taufstein ist aus der zweiten Hälfte des 17. Jahrhunderts.
Das große prunkvolle Wandgrab aus Alabaster, Marmor und Kalkstein für Fürst Georg Friedrich von Waldeck († 1692), ist etwa 12 m hoch und 7 m breit. Über der Sarkophagnische steht die Reiterfigur des Verstorbenen. Er ist umgeben von Darstellungen der vier Kardinaltugenden. Den Abschluss bildet ein sehr großes Wappen mit Trophäen. Das schmiedeeiserne Gitter davor wurde um 1700 gefertigt.

## Orgel

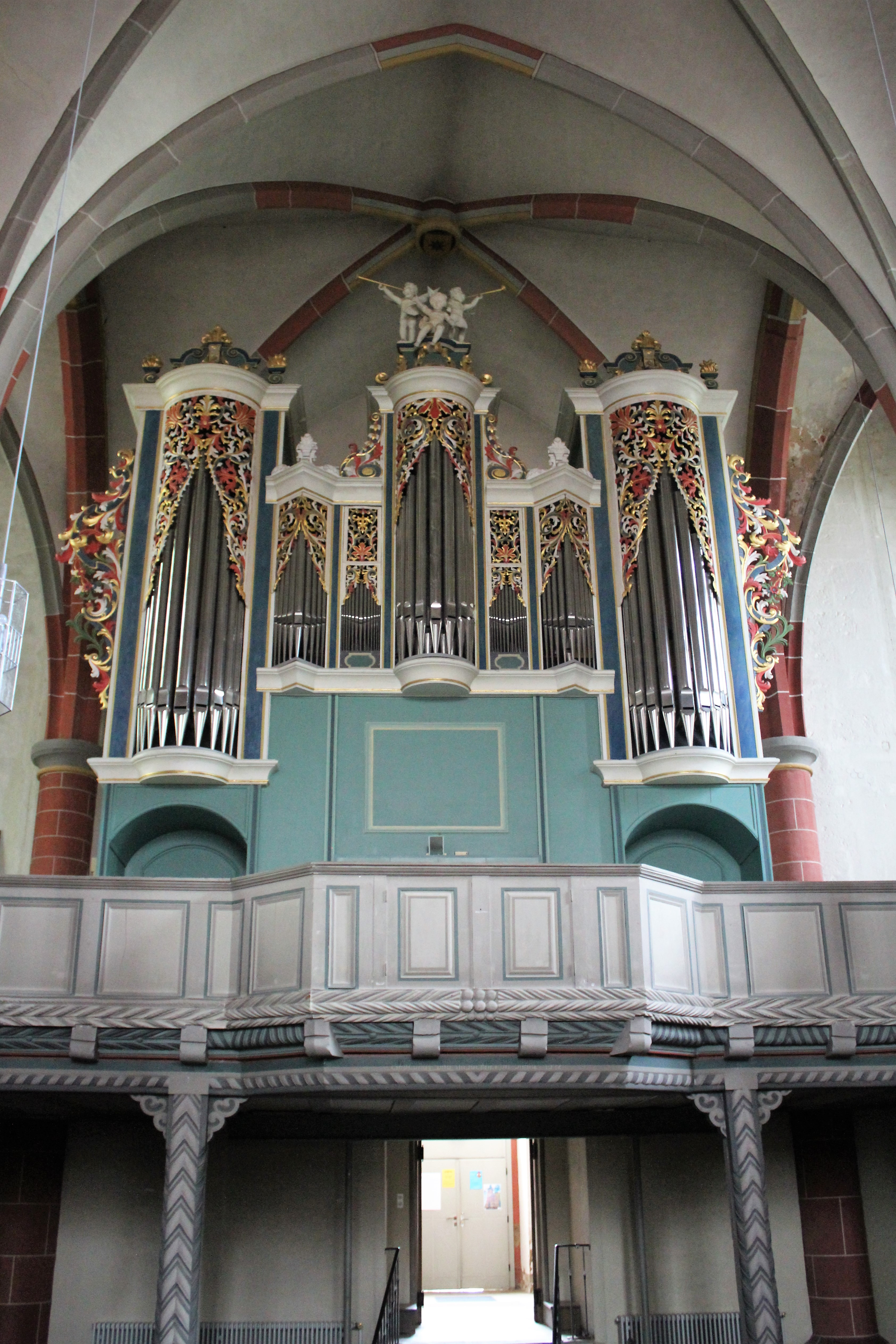
Barocker Orgelprospekt von 1744

Die Orgel wurde 1982 von dem Orgelbauer Dieter Noeske (Rotenburg/Fulda) erbaut. Das Schleifladen-Instrument ist auf 30 Register auf zwei Manualen und Pedal angelegt. Realisiert wurden bislang nur 25 Register. Das Instrument wurde in einem historischen Orgelgehäuse untergebracht, das von einer in den Jahren 1742–1744 von dem Orgelbauer Johann Friedrich Schäffer erbauten Orgel stammt. Die Spieltrakturen sind mechanisch, die Registertrakturen elektrisch.
| I Hauptwerk C–g3 |       |
| Koppelflöte      | 16′   |
| Principal        | 8′    |
| Spitzflöte       | 8′    |
| Octave           | 4′    |
| Blockflöte       | 4′    |
| Quinte           | 2 ⁄3′ |
| Octave           | 2′    |
| Mixtur IV–VI     | 1 ⁄3′ |
| Trompete         | 8′    |
| Tremulant        | (v)   |

| II Schwellwerk C–g3 |       |     |
| Rohrflöte           | 8′    |     |
| Viola di Gamba      | 8′    |     |
| Vox coelestis       | 8′    | (v) |
| Principal           | 4′    |     |
| Spillpfeife         | 4′    |     |
| Octave              | 2′    |     |
| Waldflöte           | 2′    |     |
| Nasat               | 1 ⁄3′ |     |
| Sesquialtera I–II   | 2 ⁄3′ |     |
| Mixtur IV–V         | 1′    |     |
| Fagott              | 16′   | (v) |
| Oboe                | 8′    |     |
| Tremulant           |       |     |

| Pedalwerk C–f1 |     |     |
| Subbaß         | 16′ |     |
| Zartbaß        | 16′ |     |
| Principalbaß   | 8′  |     |
| Gedacktbaß     | 8′  |     |
| Octave         | 4′  |     |
| Hintersatz IV  | 2′  | (v) |
| Posaune        | 16′ |     |
| Trompete       | 8′  | (v) |
| Clairon        | 4′  | (v) |

- Koppeln: II/I, I/P, II/P
- Anmerkung

(v) = vakant

## Bekannte Pfarrer
- Carl Curtze (ab 1831)
- Samuel Rothenberg (1951–1962)